# Borisavljević
Borisavljević (serb. Борисављевиħ, pol. Borysawlewicz) – nazwisko patronimiczne pochodzenia serbskiego, oznacza "potomek Borisava/Borislava (Borzysława) lub Borisa (Borysa).  Nazwisko jest jak większość nazwisk serbskich (ponad 95%) nazwiskiem patronimicznym kończącym się na -ić pol. -icz co oznacza ("syn" lub "potomek"). Najbliższe polskie odpowiedniki Borysiewicz/Borysewicz.

## Znani ludzi e
- Milutin Borisavljević – serbski architekt
- Stanislava Borisavljević – serbska aktorka
- Zoran Borisavljević
- Mirjana Borisavljević